# Politica del Brunei
Il sistema politico del Brunei è un sistema politico fondato sulla monarchia assoluta.

## Potere esecutivo
Il potere esecutivo è esercitato dal governo al cui vertice c'è il sultano del Brunei, che è contemporaneamente capo dello Stato, capo del governo, ministro della Difesa e delle Finanze. Alcune posizioni chiave sono nelle mani di suoi familiari: il fratello è Ministro degli Esteri, il principe ereditario è vice primo ministro. 
I membri del gabinetto di governo sono:
- primo ministro, ministro della Difesa e ministro delle Finanze: Hassanal Bolkiah, sultano del Brunei.
- vice primo ministro: Al-Muhtadee Billah, principe ereditario.
- ministro degli Affari esteri: principe Mohamed Bolkiah, fratello del sultano.
- ministro dell'Educazione: Abdul Rahman bin Mohamed Taib
- ministro degli Affari religiosi: Mohamed Zain bin Serudin
- ministro della Cultura, gioventù e sport: Ahmad bin Jumat
- ministro delle Comunicazioni: Abu Bakar bin Apong
- ministro degli Affari interni: Adanan bin Mohd Yussof
- ministro della Salute: Suyoi bin Osman
- ministro dello Sviluppo: Abdullah bin Bakar
- ministro dell'Energia: Mohammad bin Daud
- ministro dell'Industria e delle risorse primarie: Yahya bin Bakar
- ministro della sicurezza informatica:  Bashar bin Youssef
- secondo ministro delle Finanze: Abdul Rahman bin Ibrahim
- secondo ministro degli Affari esteri: Lim Jock Seng

Vice ministri: 
- vice ministro presso l'Ufficio del primo ministro e direttore della Sicurezza interna: Eusof Agaki bin Ismail
- vice ministro della Difesa: Mohammad Yasmin bin Umar
- vice ministro dell'Educazione: Mohammad bin Abdul Rahman
- vice ministro degli Affari religiosi: Badaruddin bin Othman
- vice ministro della Cultura, gioventù e sport: vacante - in precedenza Yakub bin Abu Bakar (deceduto)
- vice ministro delle Comunicazioni: Yusof bin Abdul Hamid
- vice ministro degli Affari interni: Dani bin Ibrahim
- vice ministro della Salute: Hazair bin Abdullah
- vice ministro della sicurezza informatica:  Bashar Fang
- vice ministro dello Sviluppo: Mat Suny bin Mohamed Hussein
- vice ministro dell'Industria e delle risorse primarie: Hamdilah bin Abdul Wahab

Segretari permanenti:
- Ufficio del primo ministro: 
  - Ismail bin Mohamad
  - Salbiah binti Sulaiman
  - Othman bin Patra
  - Abdul Aziz bin Mohamed Yusof
  - Murni bin Mohamad
  - Sa Bali bin Abbas
  - Omar bin Abdul Rahman
- Ministero della Difesa: 
  - Mustappa bin Sirat
  - Abdul Majid bin Mangarshah
- Ministero delle Finanze: 
  - Ali bin Apong
  - Bahrin bin Abdullah
  - Mohamed Amin Liew Abdullah
- Ministero degli Affari Esteri e del Commercio: 
  - Shofry bin Abdul Ghafor
  - Lim Jock Hoi
  - Maimunah binti Elias
  - Irywan bin Yusof
- Ministero dell'Educazione: 
  - Apsah binti Majid
  - Daud bin Mahmud
- Ministero degli Affari Religiosi: 
  - Abdul Rahman bin Mohiddin
  - Mohamed Mahdi bin Abdul Rahman
- Ministero della Cultura, Gioventù e Sport: Jemat bin Ampal
- Ministero delle Comunicazioni: Alaihuddin bin Taha
- Ministero degli Affari Interni: 
  - Sarbini bin Ali
  - Abdul Harris bin Shahbudin
- Ministero della Salute: Abdul Salam bin Momin
- Ministero dello Sviluppo: 
  - Mohamed Rozan bin Mohamed Yunos
  - Rashid bin Abdul Rahman
- Ministero dell'Industria e delle risorse primarie: Mohamed Hamid bin Jaafar

Vice segretari permanenti: 
- Ufficio del primo ministro:
  - Ismail bin Hashim
  - Affendy bin Abidin
  - Abdul Mutalib bin Yusof
  - Saifulbahri bin Mansor
- Ministero della Difesa:
  - Mohamed Sahrip bin Othman
  - Azmansham bin Mohamed
- Ministero delle Finanze: 
  - Mohamed Rosli bin Sabtu
  - Mohamed Roselan bin Mohamed Daud
  - Hisham bin Hanifah
- Ministero degli Affari Esteri e del Commercio: 
  - Mohamed Noor bin Jeludin
  - Masrainah binte Ahmad
  - Nazmi bin Muhammad
  - Yunus bin Mahmud
- Ministero dell'Educazione: 
  - Norjum binti Yusop
  - Suhaila bin Abdul Karim
- Ministero della Cultura, Gioventù e Sport: ?
- Ministero degli Affari Religiosi: Bahrom bin Bahar
- Ministero delle Comunicazioni: Mahmud bin Daud
- Ministero degli Affari Interni: Mohammad Abdoh bin Abdul Salam
- Ministero della Salute: 
  - Intan binti Salleh
  - Rosli bin Mustafa
- Ministero dello Sviluppo: Mohamad Zin bin Salleh
- Ministero dell'Industria e delle Risorse Primarie: Mariana binti Abdul Momin

## Potere legislativo
Il potere legislativo è in teoria esercitato dal Consiglio legislativo del Brunei (il consiglio però non esercita effettivi poteri ed è specialmente consultivo) sul quale però il sultano può esercitare il diritto di veto ogni volta che lo ritenga necessario. Un emendamento della Costituzione permette l'elezione di 15 membri del Consiglio ma la data delle elezioni non è stata ancora fissata.

## Potere giudiziario
Il Brunei ha un duplice sistema legale. Da una parte esiste un sistema giuridico basato sul Common Law anglosassone ereditato dall'epoca del protettorato britannico e gestito dalla Corte civile, dall'altra esiste un sistema giurico islamico basato sulla Shari'a e gestito dalla Corte della Syariah (che in malese significa appunto shari'a).
Corte della Syariah: 
- giudice capo della Corte della Syariah: Yahya bin Ibrahim
- giudici d'appello della Syariah: Badaruddin bin Othman
- giudici dell'Alta corte della Syariah: 
  - Salim bin Besar
  - Metussin bin Baki

Corte civile: 
- presidente della Corte d'appello: Derek Cons
- giudice capo: Mohamed Saied
- giudici dell'Alta corte e commissari giudiziari: 
  - Hayati binti Mohamed Salleh
  - Steven Chong
  - Hairolarni bin Abdul Majid
- Giudici della Corte intermedia: Lim Siew Yen

## Altri incarichi
- Ambasciatrice a disposizione: principessa Masna binti Omar Ali Saifuddien, sorella del sultano.

Funzionari di rango ministeriale:
- Procuratore generale: Kifrawi bin Kifli
- Muftī di Stato: Abdul Aziz bin Juned

Incarichi costituzionali: 
- presidente della Commissione servizio pubblico: Abdul Wahab bin Juned
- uditore generale: Mahadi bin Ibrahim